# Piața Umberto I

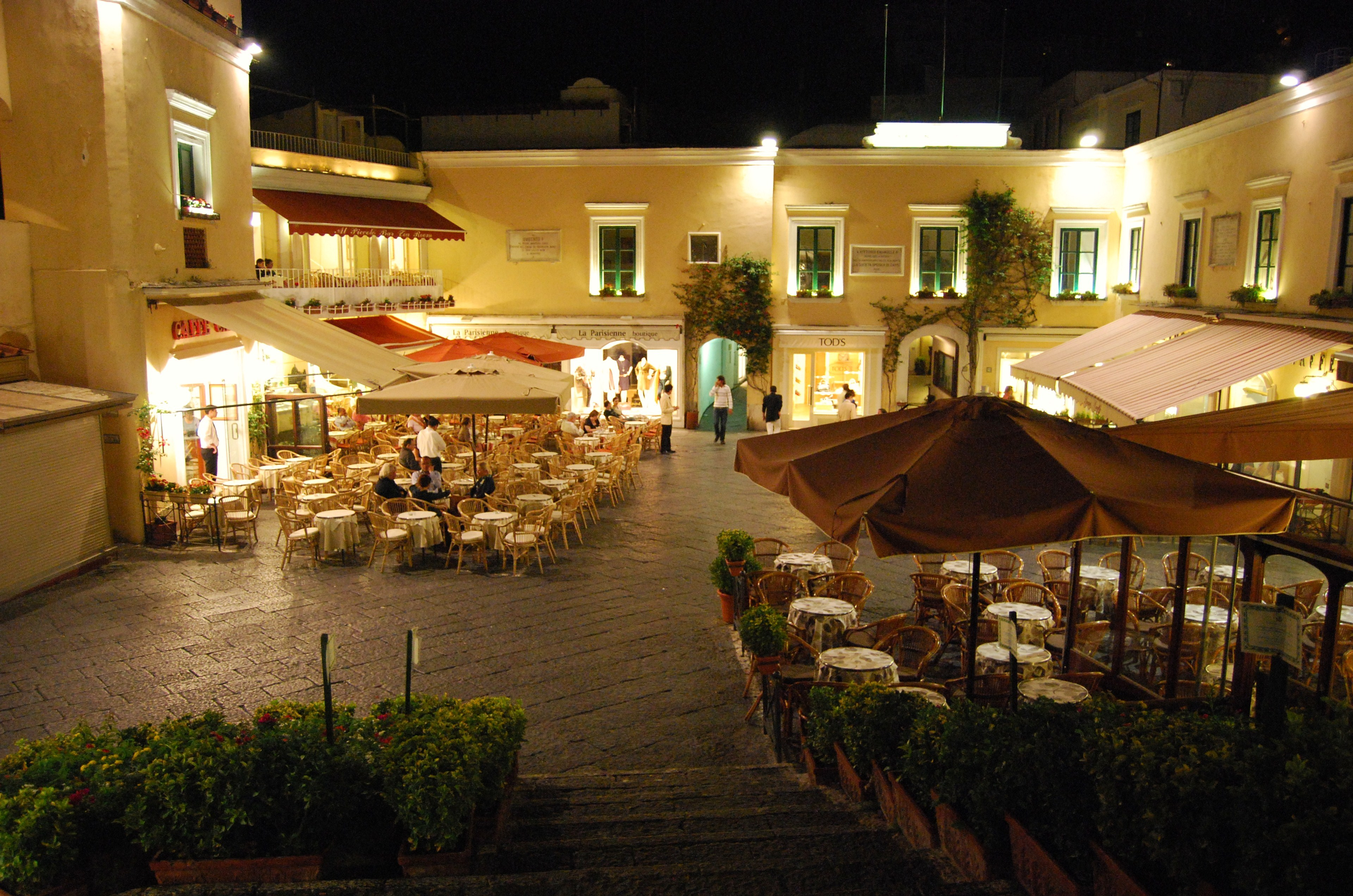
Piaţa Umberto I

Piața Umberto I (în italiană Piazza Umberto I sau Piazza Umberto Primo; de prin anii 1930, La Piazzetta, care înseamnă "piața mică"; poreclită "micul teatru al lumii") este cea mai faimoasă piață de pe insula Capri (Italia). Piața este situată în centrul istoric al insulei Capri, în orașul omonim Capri, la capătul de est al insulei, și începând din epoca romană a fost considerată centrul orașului și punctul de întâlnire de pe insulă atât pentru rezidenți, cât și pentru vizitatori.

## Istorie

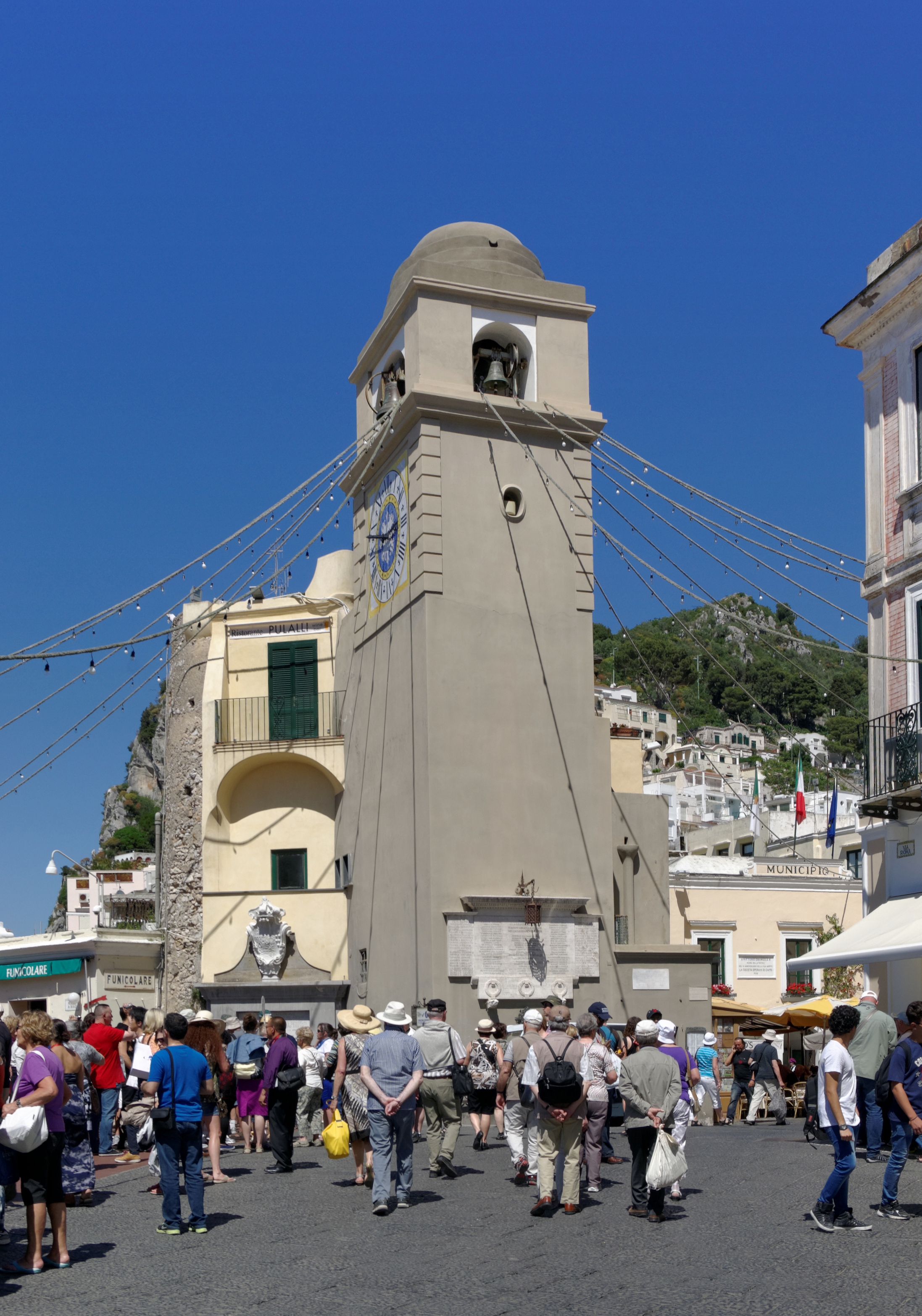
Turnul cu ceas

Biserica Sfântului Ștefan a fost construită în secolul al XVIII-lea și transformată în catedrală atunci când episcopul de Capri și-a stabilit acolo reședința episcopală. A fost construită ulterior o scară pentru a uni biserica cu piața și cu reședința episcopului, acum primăria. Episcopia a funcționat până în 1818, când, prin ordin al Papei Pius al VII-lea, a fost suprimată și absorbită în Dieceza de Sorrento.
Piața se dezvoltase deja ca centru al vieții locale când, în 1900, a devenit spațiu de comercializare pentru legume, pește și carne. Ea a primit un caracter mai lumesc atunci când Raffaele Vuotto și-a deschis acolo barul Grand Café Vuotto între 1934 și 1938, scoțând afară mesele și scaunele. Ulterior și alți insulari și-au deschis acolo propriile afaceri, iar din acel moment Piazzetta a devenit centrul vieții sociale de pe insulă.

## Descriere

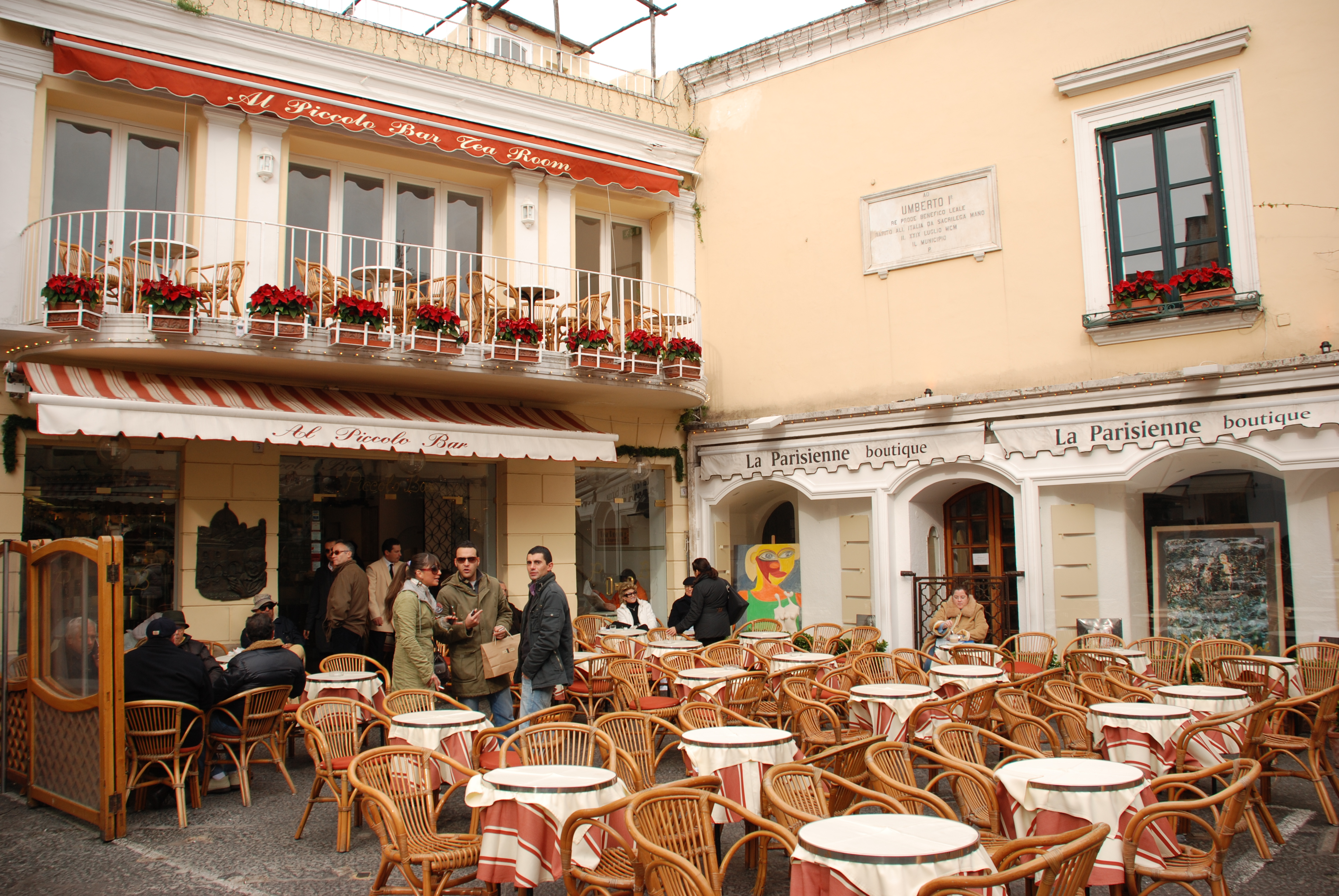
Barul Al Piccolo Bar din piaţă

Obiectivul principal al pieței este turnul cu ceas, care este asociat adesea cu insula Capri; el ar proveni, potrivit unor opinii, de la Biserica Sfânta Sofia de la Constantinopol sau ar putea fi un turn de veghe al zidului adiacent.
Sunt multe inscripții în piață: de exemplu, în fața primăriei sunt două plăci de marmură care amintesc de regii Victor Emanuel al II-lea și Umberto I, în timp ce o altă placă îl comemorează pe caprezul Gennaro Arcucci, martir al restaurării Bourbonilor. Pe una dintre cele patru fațade ale turnului cu ceas se află o placă ce comemorează soldații căzuți în Primul Război Mondial.
Alte plăci (amplasate în 1908) se găsesc în curtea Primăriei, unde două epigrafe amintesc de Henry Wreford, corespondent al ziarului Times care a venit la Capri pentru o zi și a decis să se stabilească aici pentru cincizeci de ani, și de scoțianul George Sidney Clark, care a deschis în 1861 cel mai mare hotel de pe insulă, celebrul Grand Hotel Quisisana.